# Amiral Seniavine (cuirassé)
Pour les autres navires du même nom, voir Amiral Seniavine.
L’Amiral Seniavine (en russe : Адмирал Сенявин) est l'un des huit pré-Dreadnoughts cuirassés russes capturés par la Marine impériale du Japon. Affecté dans le 3e escadron du Pacifique, il est capturé lors de la bataille de Tsushima le 28 mai 1905. Lors de la Première Guerre mondiale, sous le nom de Mishima, ce cuirassé servit dans la 2e flotte japonaise, il participa à la bataille de Quingdao (31 octobre au 7 novembre 1914). Il apporte son soutien à l'Armée blanche en Sibérie contre les Bolcheviques de l'Armée rouge.

## Service dans la Marine impériale de Russie
L’Amiral Seniavine est reclassé comme cuirassé de défense côtière de la Marine impériale de Russie en service dans la flotte de la Baltique. Lors de la déclaration de guerre russo-japonaise (1904-1905), sur l'insistance de l'Amirauté, le cuirassé est affecté au 3e escadron du Pacifique placé sous le commandement de l'amiral Nikolaï Ivanovitch Nebogatov. Les trois sister-ships : Amiral Ouchakov, Amiral général Apraxine, Amiral Seniavine sont envoyés afin de renforcer la flotte d'Extrême-Orient très affaiblie pendant le siège de Port-Arthur.
Les trois cuirassés construits pour naviguer en mers intérieures sont soumis à rude épreuve. Lors de leur périple pour rejoindre la flotte d'Extrême-Orient commandée par l'amiral Zinovi Rojestvenski les conditions météorologiques se révèlent exécrables. La vie à bord est particulièrement désagréable, l'étrave de l’Amiral Seniavine creuse la mer et prend un retour de vague, cette dernière fait tomber la vitesse du cuirassé. Dans la golfe de Gascogne le bâtiment de guerre essuie une tempête, l'eau filtre au travers des soudures latérales et des rivets, les cabines où logeaient les officiers sont inondées. Avec les autres cuirassés, l’Amiral Seniavine se dirige vers l'océan Indien.
Le 26 avril 1905, après 83 jours d'un voyage éprouvant, le cuirassé rejoint le 2e escadron du Pacifique au large de la baie de Cam Ranh (aujourd'hui au Vietnam).

### Bataille de Tsushima
Le 27 mai 1905, l’Amiral Ouchakov subit de graves dommages, son commandant V.N. Mikloukho-Maklaï prit la décision de rallier le port de Vladivostok. Dans l'après-midi du 28 mai 1905, isolé, l’Amiral Ouchakov engagea le combat contre deux croiseurs japonais : l’Iwata et le Yakumo, mais déjà très affaibli la veille par de multiples tirs d'obus, l’Amiral Ouchakov livre une bataille inégale, après 30 minutes d'échanges de tirs avec l'ennemi, le commandant refuse la proposition de reddition lancé par les Japonais. Il ordonne de saborder son navire. Le reste du 2e escadron du Pacifique est encerclé par les forces navales japonaises, l'amiral Nikolaï Ivanovitch Nebogatov capitule. L’Amiral Seniavine et l’Amiral général Apraxine sont capturés par la flotte impériale du Japon.

## Historique du HIJMSMishima
L’Amiral Apraxine prit le nom de Okinoshima ; le nom de Mishima fut attribué à l’Amiral Seniavine. Ce nom provient d'une petite île nommée Mishima, ce petit bout de terre est situé au large de Hagi (préfecture de Yamaguchi sur l'île d'Honshu), non loin du lieu où se déroula la catastrophique bataille de Tsushima.

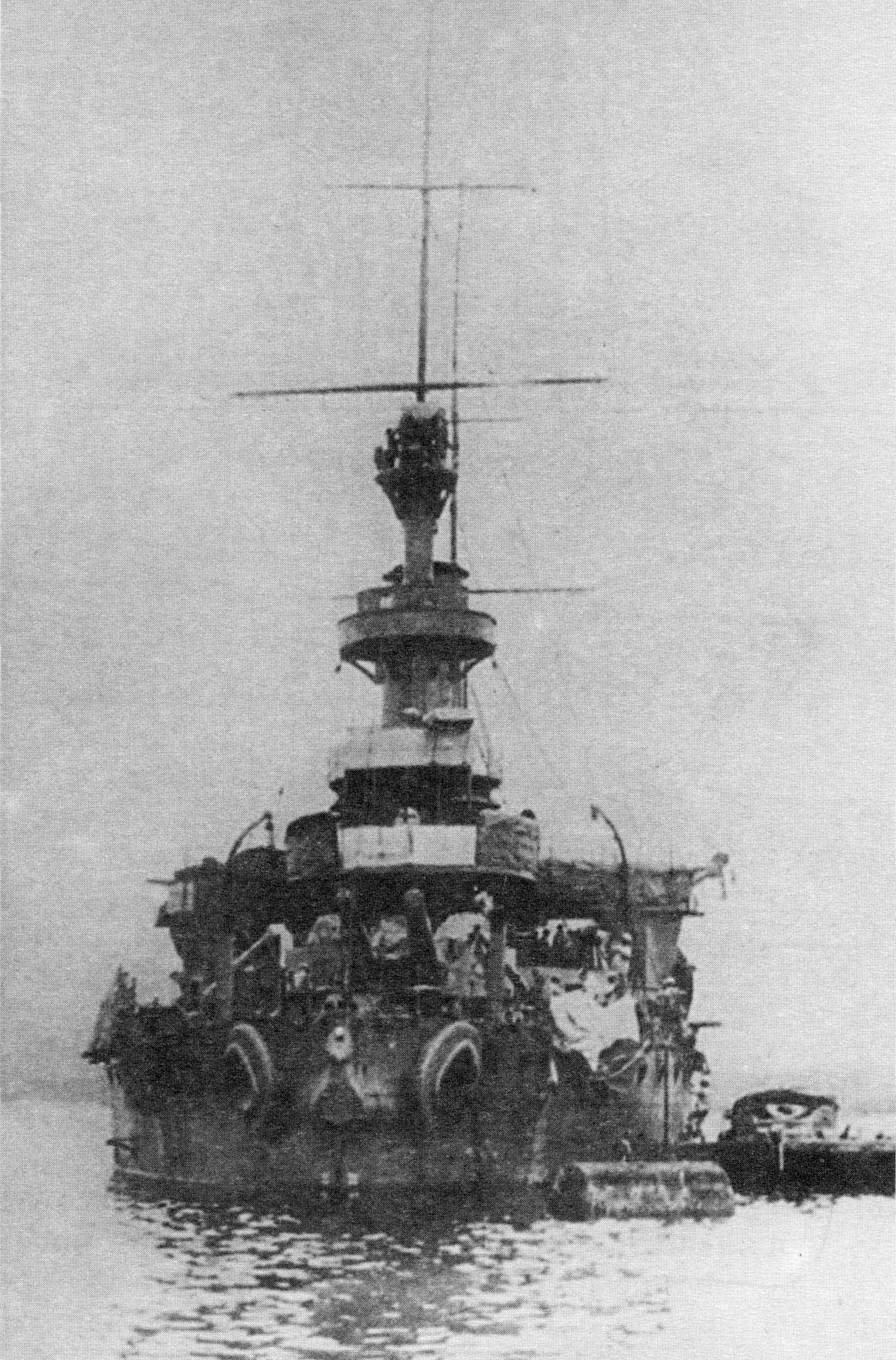
HIJMS Mishima en 1905

Le Mishima sert dans la 2e Flotte de la Marine impériale du Japon. Au cours de la Première Guerre mondiale, ce cuirassé prend part à la bataille de Tsintgao (31 octobre au 7 novembre 1914) contre la Kaiserliche Marine.
Au terme de ce conflit, en Sibérie, le Mishima soutient l'Armée blanche alors en lutte contre les Bolcheviques de l'Armée rouge, il couvre le débarquement des troupes japonaises. En 1918, il est utilisé comme brise-glace afin de conserver les voies maritimes ouvertes entre le Japon et Vladivostok.
Le 1er avril 1921 le Mishima est reclassifié en navire entrepôt de sous-marins.
Le Mishima fut mis hors service le 10 octobre 1935. Utilisé comme navire cible, il fut coulé en septembre 1936 au large de Kushima (Miyazaki).

## Sources et bibliographie
- (en) Robert A. Burt, Japanese Battleships, 1897-1945
- (en) Tony Gibbons, The Complete Encyclopedia of Battleships et Battlecruisers
- (en) Peter Hore, Battleships (2005) publié par Anness Publishing Ltd